# Hector de Pétigny
Pour les articles homonymes, voir Pétigny.
Hector de Pétigny, né le 13 mars 1904 à Hazebrouck (Nord) et mort le 22 décembre 1992 à Vorges (Aisne), est un peintre français.

## Biographie
Il entre en 1923 à l'École des beaux-arts de Paris. 
Il rejoint à partir de 1934 les artistes de la galerie René Breteau qui se rassemblent autour du groupe Témoignage: Jean Le Moal, Étienne-Martin, Alfred Manessier, Jean Bertholle, Jeanneret, Lucien Beyer, Véra Pagava... Hector de Pétigny expose avec le groupe à New York en 1939. On le retrouve régulièrement au Salon des indépendants jusqu'en 1948.
Hector de Pétigny commence en 1948 à répondre aux commandes des Monuments Historiques dans l'Aisne. Il réalise alors les nouveaux vitraux des fenêtres hautes du chœur de la basilique de Saint-Quentin.
Il est l'auteur de plusieurs chemins de croix peints ou sculptés qui sont visibles à Coucy-le-Château-Auffrique, à Marle et à Vorges. On peut voir aussi son vitrail dit de l'Assomption à Bruyères-et-Montbérault et le cycle sculpté de son décor des Archives départementales de l'Aisne, à Laon.
Attiré avant guerre par le surréalisme, Hector de Pétigny a rencontré très tôt le chemin de l'abstraction. Il s'en est nourri pour réinvestir le registre figuratif. Il appartient par son esprit et son style à la "seconde école de Paris". 
C'est à la Ville de Paris qu'il enseigne les arts jusqu'en 1969. À partir de cette date, il rejoint son berceau familial à Vorges dans le Laonnois et s'y installe définitivement. Dès lors, il continuera de produire et d'exposer à Laon.

## Livres
A fait les illustrations (26 gravures) du recueil de poésies Au hasard de leurs mains ouvertes de Dupuis (Charles Andrey), 1935.

## Récompense
La médaille du Conseil général de l'Aisne (1992)